# Chet Atkins
Chester Burton (Chet) Atkins (Luttrell (Tennessee), 20 juni 1924 – Nashville (Tennessee), 30 juni 2001) was een invloedrijk gitarist en producent.
Atkins produceerde platen voor onder anderen Perry Como, Elvis Presley, Eddy Arnold, Don Gibson, Jim Reeves, Jerry Reed, Skeeter Davis, Connie Smith en Waylon Jennings.
Atkins creëerde samen met Owen Bradley de Nashville-sound. In 1973 werd hij opgenomen in de Country Music Hall of Fame, in 1995 in de Georgia Music Hall of Fame en postuum in 2009 in de Musicians Hall of Fame.